# Osea Kolinisau
Osea Kolinisau (Suva, 17 de novembro de 1985) é um ex-jogador e treinaddor de rugby fijiano, que jogou na posição de fullback. Ele foi capitão da seleção nacional que deu a primeira medalha de ouro olímpico para seu país.

## Infância e educação
Kolinisau nasceu em Suva, Fiji. Ele estudou na Ratu Sukuna Memorial School, onde começou a jogar rugby. Ele passou a jogar no clube Covenant Brother Rugby Club e no torneio Coral Coast Sevens de 2012, pelo Serevi Selects.

## Carreira

### Pré-olímpica
Kolinisau estreou por Fiji no torneio Dubai Sevens de 2008. Depois de uma temporada jogando rugby de 15 jogadores durante a temporada 201/11 pelo clube francês Agen no Top 14 francês, ele foi capitão do primeiro time de Fiji a vencer o Dubai 7s na Sevens World Series de 2013–14 desde que a Sevens Series começou. Vencedor do HSBC World Series Rugby Sevens 2014–2015 e 2015–2016.
Ele é mais conhecido por ser o jogador com mais partidas pela equipe Fiji Sevens e por liderar Fiji a dois primeiros lugares consecutivos na HSBC World Rugby Sevens Series nas temporadas de 2014–15 e 2015-16. Osea é o décimo segundo maior pontuador da HSBC Sevens Series de todos os tempos, com 1272 pontos. Ele jogou em 301 partidas e marcou 122 tentativas.

### Olímpica
Nos Jogos Olímpicos de Verão de 2016 no Rio de Janeiro, ele foi o porta-bandeira da equipe Fiji. Ele declarou: "O rugby é o esporte internacional número um de Fiji, fiquei orgulhoso de poder representar, não apenas a mim mesmo e minha equipe, mas também minha família e meu país. Esta foi uma grande conquista."
Kolinisau foi capitão do time de sevens de Fiji e os levou à medalha de ouro e à primeira medalha de Fiji em Jogos Olímpicos. A equipe venceu ao derrotar o time da Grã-Bretanha na final por 43–7 com Kolinisau marcando o primeiro try. Após os Jogos, seu treinador no time Fiji Sevens, Ben Ryan, providenciou uma bolsa de estudos para cursar a Universidade de Loughborough, mas logo depois surgiu a oportunidade de voltar aos 15 anos e jogar na temporada inaugural da Major League Rugby pelo Houston SaberCats. Kolinisau jogou pelo SaberCats nas temporadas de 2018-2020, mas deixou o time e jogou pelo Asia Pacific Dragons na World Tens Series nas Bermudas em outubro e novembro de 2020. Kolinisau assinou com o Old Glory DC da MLR para duas partidas em abril de 2021.
Em 2021, a World Rugby introduziu Kolinisau em seu Hall da Fama do World Rugby, ao lado de Humphrey Kayange, Huriana Manuel, Cheryl McAfee, Will Carling e Jim Telfer . A partir de 2024, ele passou a ocupar o cargo de técnico da seleção nacional.

## Prêmios e condecorações
Após os Jogos, ele foi agraciado com o título de Oficial da Ordem de Fiji, que é concedido por conquistas e méritos para Fiji e para a humanidade como um todo. Ele também é retratado em uma nota comemorativa de 7 dólares de Fiji.
- Medalha da Ordem das Fiji